# Synuchidius
Synuchidius is een geslacht van kevers uit de familie van de loopkevers (Carabidae). De wetenschappelijke naam van het geslacht is voor het eerst geldig gepubliceerd in 1908 door Apfelbeck.

## Soorten
Het geslacht Synuchidius is monotypisch en omvat slechts de volgende soort:
- Synuchidius ganglbaueri Apfelbeck, 1908